# تفاعلية متصالبة
التَفاعُلِيَّةٌ المُتَصالِبَة (بالإنجليزية: Cross-reactivity)‏ هو تفاعل بين مستضد واجسام مضادة والتي تم إنشاؤها ضد مستضد مختلف ولكنه مشابه لمستضدات أخرى. هناك أمثلة قليلة عن عبر التفاعل وتأكدت في البشر، واحد منها هو عبر التفاعل بين فيروس الانفلونزا الخلايا تيCD8 + ومستضدات فيروس التهاب الكبد الوبائي.